# San Vicente de Montalt
San Vicente de Montalt (oficialmente en catalán: Sant Vicenç de Montalt) es un municipio y localidad española de la provincia de Barcelona, en la comunidad autónoma de Cataluña. El término municipal, ubicado en la comarca del Maresme, tiene una población de 6712 habitantes (INE 2024).

## Geografía
Integrado en la comarca de El Maresme, se sitúa a 40 km de Barcelona. El término municipal está atravesado por la autopista del Maresme (C-32) y por la antigua carretera N-II en el pK 653, además de por carreteras locales que permiten la comunicación con San Andrés de Llavaneras y Arenys de Munt. 
El relieve está caracterizado por la franja litoral entre Caldetas y San Andrés de Llavaneras y las montañas de la cordillera Litoral, entre las que se encuentra el Montalt, el punto más elevado del municipio (596 m). El pueblo se alza a 42 m sobre el nivel del mar.
| Noroeste: Dosríus                  | Norte: Arenys de Munt | Noreste: Arenys de Munt              |
| Oeste: San Andrés de Llavaneras    |                       | Este: Caldetas y Arenys de Mar       |
| Suroeste: San Andrés de Llavaneras | Sur: Mar Mediterráneo | Sureste: Caldetas y Mar Mediterráneo |

El municipio está atravesado por la carretera nacional N-II, la autopista C-32 y la línea de ferrocarril de Barcelona a Massanet de la Selva.

## Demografía
San Vicente de Montalt cuenta con una población de 6712 habitantes (INE 2024).
| Gráfica de evolución demográfica de San Vicente de Montalt entre 1842 y 2021 |
| |
| Población de derecho según los censos de población del INE. Población de hecho según los censos de población del INE.En estos censos se denominaba San Vicente de Llevaneras: 1842. En estos censos se denominaba San Vicente de Mont Alt: 1857, 1950, 1960, 1970 y 1981. En este censo se denominaba Sant Vicens de Llevaneras: 1860. En estos censos se denominaba San Vicente de Llabaneras: 1877, 1887, 1897, 1900, 1910, 1920, 1930 y 1940. |

| 1900 | 1930 | 1950 | 1970 | 1981 | 1986 | 2006 |
| ---- | ---- | ---- | ---- | ---- | ---- | ---- |
| 658  | 823  | 802  | 939  | 1191 | 1516 | 5127 |

## Administración y política
| Alcalde                        | Inicio del mandato | Fin del mandato | Partido | Partido    |
| Francisco Monfort Balaguero    | 1979               | 1979            |         | CiU        |
| Josep Torras Porras            | 1979               | 1983            |         | CiU        |
| Josep Torras Porras            | 1983               | 1987            |         | CiU        |
| Josep Torras Porras            | 1987               | 1991            |         | CiU        |
| Josep Torras Porras            | 1991               | 1995            |         | CiU        |
| Josep Torras Porras            | 1995               | 1999            |         | CiU        |
| Ramon Ambròs Oriach            | 1999               | 2003            |         | CiU        |
| Lluís Bisbal Pujol             | 2003               | 2007            |         | PSC        |
| Miquel Àngel Martínez Camarasa | 2007               | 2011            |         | CiU        |
| Miquel Àngel Martínez Camarasa | 2011               | 2015            |         | CiU        |
| Miquel Àngel Martínez Camarasa | 2015               | 2019            |         | CiU/PDeCAT |
| Javier Sandoval Carrillo       | 2019               | 2019            |         | PSC        |
| Víctor Llasera                 | 2019               | -               |         | JxSVM      |

## Economía
Industria y turismo. Cuenta con campos de golf y varias urbanizaciones.